# 4'-metossiisoflavone 2'-idrossilasi
La 4'-metossiisoflavone 2'-idrossilasi è un enzima appartenente alla classe delle ossidoreduttasi, che catalizza la seguente reazione:
formononetina + NADPH + H+ + O2 ⇄ 2′-idrossiformononetina + NADP+ + H2O
L'enzima è una proteina eme-tiolata (P-450). Agisce sugli isoflavoni con un gruppo 4′-metossi, così come la formononetina biocianina A.  Coinvolto nella biosintesi delle fitoalexine della pterocarpina, medicarpina e maackiaina. La isoflavone 2'-idrossilasi, (numero EC 1.14.13.89), è meno specifica ed agisce su altri isoflavoni come i 4′-metossiisoflavoni.